# Паспорт гражданина Грузии
Па́спорт гражданина Грузии — документ, подтверждающий личность и гражданство его владельца. Выдается всем гражданам для пересечения государственной границы вне зависимости от возраста. Срок действия — 10 лет.

## Описание
На обложке изображен государственный герб Грузии и надпись на грузинском и английском языках «Грузия» и «паспорт». На 3-й странице обложки помещена карта Грузии с указанием крупных городов: Тбилиси, Кутаиси, Сухуми, Батуми, Цхинвали, Телави, Поти и т. д. Паспорт 48-страничный. Госпошлина составляет 160 лари. 
Выдачу паспортов осуществляет Агентство гражданского реестра Министерства юстиции Грузии посредством своих территориальных офисов (вне зависимости от места жительства заявителя). Граждане Грузии, находящиеся за рубежом, получают паспорта в консульских учреждениях.

## Получение паспорта
Документы, необходимые для получения паспорта гражданина Грузии:
1. Удостоверение личности гражданина Грузии;
2. Банковский чек об уплате госпошлины;
3. Цифровая фотография владельца.

Несовершеннолетним детям необходимо нотариально заверенное согласие родителей.
Фотографии помещаются в паспорт особым способом и относятся к разряду биометрических. Сам способ внесения данных предотвращает возможность подделки. В паспорт вносятся такие данные, как имя, фамилия, пол, дата и место рождения, личный номер, наименование органа, выдавшего паспорт, дата выдачи и срок действия, подпись владельца.
Утеря или повреждение паспорта не влечет за собой никакой ответственности для владельца. Помимо этого одно и то же лицо может приобрести неограниченное количество паспортов.

## Внешние ссылки
- Агентство гражданского реестра Министерства юстиции Грузии Архивная копия от 26 июля 2013 на Wayback Machine
- Министерство юстиции Грузии Архивная копия от 4 ноября 2021 на Wayback Machine